# 竹之丸
竹之丸（たけのまる）は、神奈川県横浜市中区の町名。「丁目」の設定のない単独町名である。住居表示未実施区域。面積は0.172km²。

## 地理
この地名は、かつての久良岐郡根岸村の字（あざな）に由来する。
1933年の町界町名地番整理事業の一環として根岸町の一部から新設した。地名研究では「マル」は「丘、小山」を意味する。
竹之丸は傾斜の激しい土地に位置し、町内の大半が団地及び住宅地であり、戸建て新築の家が増加している。西竹之丸、柏葉、鷺山、大和町、仲尾台、立野と隣接する。
町内にバスや鉄道などの公共交通機関はないものの、最寄駅として隣接する大和町2丁目に、JR京浜東北・根岸線の山手駅がある。竹之丸33番地付近の裏道からは、JR京浜東北・根岸線の「第2竹之丸トンネル」と「第1竹之丸トンネル」の間の約30 mほどの僅かな距離を通過する電車の姿を真上から見下ろすことができる。また、町内には北東（鷺山入口交差点（麦田町2丁目））から南西（竹之丸117番地付近Y字路）にかけて町名に由来する「鷺山竹之丸通り」が、さらに、この通りの北側に平行して「竹之丸花道」（鷺山20番地付近から竹之丸158番地付近）が通る。竹之丸花道は、民家の軒先を縫うように進む細い路地であり、かつて敷設されていた下水溝の蓋が「舞台の花道」に似ていたことから、この名前が付けられた。

## 歴史

### 沿革
- 1933年（昭和8年）4月1日 - 根岸町の一部を分離し、竹之丸を新設[6]。

## 世帯数と人口
2025年（令和7年）6月30日現在（横浜市発表）の世帯数と人口は以下の通りである。
| 町丁   | 世帯数    | 人口    |
| ------ | --------- | ------- |
| 竹之丸 | 1,242世帯 | 2,421人 |

### 人口の変遷
国勢調査による人口の推移。
| 年                 | 人口  |
| ------------------ | ----- |
| 1995年（平成7年）  | 2,538 |
| 2000年（平成12年） | 2,402 |
| 2005年（平成17年） | 2,238 |
| 2010年（平成22年） | 2,366 |
| 2015年（平成27年） | 2,151 |
| 2020年（令和2年）  | 2,140 |

### 世帯数の変遷
国勢調査による世帯数の推移。
| 年                 | 世帯数 |
| ------------------ | ------ |
| 1995年（平成7年）  | 1,044  |
| 2000年（平成12年） | 1,014  |
| 2005年（平成17年） | 968    |
| 2010年（平成22年） | 1,069  |
| 2015年（平成27年） | 969    |
| 2020年（令和2年）  | 1,052  |

## 学区
市立小・中学校に通う場合、学区は以下の通りとなる（2024年11月時点）。
| 番・番地等 | 小学校             | 中学校               |
| ---------- | ------------------ | -------------------- |
| 全域       | 横浜市立立野小学校 | 横浜市立仲尾台中学校 |

## 事業所
2021年現在の経済センサス調査による事業所数と従業員数は以下の通りである。
| 町丁   | 事業所数 | 従業員数 |
| ------ | -------- | -------- |
| 竹之丸 | 29事業所 | 232人    |

### 事業者数の変遷
経済センサスによる事業所数の推移。
| 年                 | 事業者数 |
| ------------------ | -------- |
| 2016年（平成28年） | 23       |
| 2021年（令和3年）  | 29       |

### 従業員数の変遷
経済センサスによる従業員数の推移。
| 年                 | 従業員数 |
| ------------------ | -------- |
| 2016年（平成28年） | 158      |
| 2021年（令和3年）  | 232      |

## 施設
- 横浜訓盲学院
- 横浜市立竹之丸保育園[16]

## その他

### 日本郵便
- 郵便番号：231-0847[3]（集配局：横浜港郵便局[17]）

### 警察
町内の警察の管轄区域は以下の通りである。
| 番・番地等 | 警察署     | 交番・駐在所 |
| ---------- | ---------- | ------------ |
| 全域       | 山手警察署 | 山手駅前交番 |